# 飛驒萩原站
飛驒萩原站（日语：／ Hida-hagiwara eki */?）是位於日本岐阜縣下呂市萩原町萩原的東海旅客鐵道（JR東海）高山本線鐵道車站。
L特急「（ワイドビュー）飛驒」（ひだ）部份在此停車。

## 車站構造
單式月台1面1線、島式月台1面2線、計2面3線的地上車站。1號線是下行本線（單式月台）、2號線是上行本線、3號線是上下副本線（2・3號線為島式月台）、2009年3月改正時刻表後3號線只有部份上行普通列車進入。設有跨線橋連接島式月台的候車室、站舎。
東海交通事業職員擔當的業務委託站、下呂站負責本站管理。早朝・夜間無人。站舎設備有綠色窗口、候車所、自動售票機。

### 月台配置
| 月台 | 路線     | 方向 | 目的地         | 備註           |
| ---- | -------- | ---- | -------------- | -------------- |
| 1    | 高山本線 | 下行 | 高山、富山方向 |                |
| 2    | 高山本線 | 上行 | 下呂、岐阜方向 |                |
| 3    | 高山本線 | 上行 | 下呂、岐阜方向 | 一部分普通列車 |
| 3    | 高山本線 | 下行 | 高山、富山方向 | 一部分普通列車 |

## 車站周邊
車站周邊於2004年3月1日、町村合併成下呂市之前是益田郡的政治中心地。
- 下呂市役所萩原廳舎
- 岐阜縣下呂總合廳舎
- 下呂警察署
- 岐阜縣立益田清風高等學校萩原校舎
- 萩原南中學校
- 萩原小學校
- 櫻谷公園
- 諏訪城跡
- 國道41號
- 國道257號
- 久津八幡宮

## 歷史
- 1931年5月9日：高山線（1934年改名高山本線）往下呂站延伸之際、為終着站開業。旅客及貨物取扱開始。
- 1933年8月25日：高山線往飛驒小坂站延伸。成為途中站[2]。
- 1973年4月20日：貨物取扱廢止。
- 1987年4月1日：國鐵分割民營化成為東海旅客鐵道（JR東海）車站。

## 相鄰車站
※特急「飛驒」的相鄰停靠站參見列車條目。
東海旅客鐵道
 高山本線
■普通（速達列車、只限早上上行與深夜下行運行）
下呂－飛驒萩原－飛驒小坂
■普通（各站停車）
禪昌寺－飛驒萩原－上呂